# Нуньес, Клаудио
Клаудио Нуньес (исп. Claudio Patricio Núñez Caamaño род. 16 октября 1975, Вальпараисо) — чилийский футболист, выступавший на позиции нападающего. Известен своими выступлениями за клуб «Тигрес УАНЛ», где он стал легендой и получил прозвище «Эль Диабло» (Дьявол).

## Биография
Клаудио Нуньес родился 16 октября 1975 года в Вальпараисо, Чили. Свою футбольную карьеру он начал в клубе «Сантьяго Уондерерс», где дебютировал в 1993 году. В 1995 году он помог команде выиграть чемпионат Второго дивизиона и выйти в Премьеру. В 1996 году Нуньес перешёл в мексиканский клуб «Тигрес УАНЛ», где быстро стал ключевым игроком. За пять лет в клубе он забил 35 голов в 82 матчах, став одним из лучших бомбардиров в истории команды. В 1998 году он был отдан в аренду в «Универсидад Католика», где провёл пять матчей и забил один гол.
В 2001 году Нуньес перешёл в саудовский клуб «Аш-Шула», но из-за травмы вернулся в Мексику, где играл за «Пуэблу» и снова за «Тигрес». В 2003 году он вернулся в «Сантьяго Уондерерс», но не смог повторить прежних успехов. В 2005 году он выступал за «Унион Эспаньола», а затем завершил карьеру в «Эвертоне» в 2008 году.

### Международная карьера
Клаудио Нуньес дебютировал за сборную Чили в 1996 году. Всего он провёл 31 матч и забил 4 гола. Он участвовал в Кубке Америки 1997 и 1999 годов, а также в отборочных матчах к чемпионатам мира 1998 и 2002 годов.

### После завершения карьеры
После завершения игровой карьеры Нуньес работал спортивным комментатором на мексиканском телеканале Azteca 7. Он также основал футбольную академию в Монтеррее, которая носит его прозвище «Эль Диабло».